# Rainbow Bridge (musikalbum)
Rainbow Bridge är ett musikalbum av Jimi Hendrix som släpptes i oktober 1971 på Reprise Records. Albumet färdigställdes efter Hendrix död av Mitch Mitchell, Eddie Kramer och John Jansen. Tillsammans med albumet The Cry of Love skulle detta låtmaterial ha mynnat ut i Hendrix nästa dubbel-LP First Rays of the New Rising Sun. Albumet släpptes som soundtrack till Chuck Weins film Rainbow Bridge, och där förekom liveversioner av de studioupptagningar som finns på skivan. Av kontraktsskäl användes inte liveinspelningarna till skivan. Rainbow Bridge återutgavs på CD av Sony Lagacy 2014.

## Låtlista
(alla låtar utom Star Sprangled Banner komponerade av Jimi Hendrix)
1. "Dolly Dagger" - 4:45
2. "Earth Blues" - 4:20
3. "Pali Gap" - 5:05
4. "Room Full of Mirrors" - 3:17
5. "Star Spangled Banner" 4:07
6. "Look Over Yonder" - 3:28
7. "Hear My Train A Comin" (live) - 11:15
8. "Hey Baby (New Rising Sun)" - 6:05

## Listplaceringar
| Lista (1972)   | Position             |
| -------------- | -------------------- |
| Kanada         | 6 (RPM)              |
| Norge          | 16 (VG-lista)        |
| Storbritannien | 16 (UK Albums Chart) |
| Sverige        | 8 (Kvällstoppen)     |
| USA            | 15 (Billboard 200)   |
| Västtyskland   | 34                   |